# 大竹三郎
大竹 三郎（おおたけ さぶろう、1928年10月31日 - ）は、日本の化学者、科学読物作家。
湘南工科大学名誉教授。

## 略歴
神奈川県藤沢市出身。1949年東京物理学校（のち東京理科大学）理化学科卒。
神奈川県公立学校教員をへて、1965年相模工業大学講師、1975年教授、1977年副学長、理事。校名変更で湘南工科大学名誉教授。
1975年『黒つちがもえた』でサンケイ児童出版文化賞、1982年『ふしぎないろみず』で日本科学読物賞受賞。

## 著書
- 『化学実験法の再検討』（明治図書、理科実験法の革新） 1964
- 『ミクロ探検隊 わたしたちの原子論』（大日本図書、ジュニア・ブックス ノンフィクション） 1972
- 『化学の基礎と実験』（秀英出版） 1974
- 『黒つちがもえた』（古屋勉絵、大日本図書、子ども科学図書館） 1974
- 『理科実験法の再検討 その教材論的研究』（国土社） 1980
- 『ふしぎないろみず』 (岩波映画製作所写真、岩波書店、ぼくのさんすう・わたしのりか)  1981
- 『はかる! 心から物の重さまで そして天びんからコンピュータへ』 (文と写真、大日本図書、子ども科学図書館)  2001
- 『リモコンのふしぎ』 (文・写真、やまたか・まきこ絵、大日本図書、かがくだいすき) 2002

### 「かがくであそぼう」
- 『わごむのピョン』 (荒木桜子絵、大日本図書、かがくであそぼう)  1979
- 『音をつくろうでんわをつくろう』 (浅野利治絵、大日本図書、かがくであそぼう)  1979
- 『うごくおもちゃコンクール』 (浅野利治絵、大日本図書、かがくであそぼう)  1979
- 『水とくうきでマジックじっけん』 (月田孝吉絵、大日本図書、かがくであそぼう)  1979
- 『しぜんのなかでみつけよう』 (松岡達英絵、大日本図書、かがくであそぼう)  1979
- 『かげとひかりのあそび』 (浅野利治絵、大日本図書、かがくであそぼう)  1979

### 「じっけんはかせの理科の本」
- 『風車をまわそう』 (月田孝吉絵、国土社、じっけんはかせの理科の本） 1981
- 『空気をみつけよう』（稲川弘明絵、国土社、じっけんはかせの理科の本） 1982
- 『重さ・体積とてんびんづくり』（梶鮎太絵、国土社、じっけんはかせの理科の本） 1982
- 『じしゃくとさてつ』（稲川弘明絵、国土社、じっけんはかせの理科の本） 1982
- 『線香で火をしらべよう』（月田孝吉絵、国土社、じっけんはかせの理科の本） 1982

### 「日本の科学・技術史ものがたり」
- 『鉄をつくる 出雲のたたら』（大日本図書、日本の科学・技術史ものがたり) 1981
- 『塩づくりとくらし 海の塩』（大日本図書、日本の科学・技術史ものがたり） 1982
- 『エレキテルびっくり記 電気の発見』（大日本図書、日本の科学・技術史ものがたり） 1982
- 『色を染める 藍と紅』（大日本図書、日本の科学・技術史ものがたり） 1983
- 『金属をさがす 鉱山の発見』（大日本図書、日本の科学・技術史ものがたり） 1983
- 『橋をかける 川と水とくらし』（大日本図書、日本の科学・技術史ものがたり） 1985
- 『道具をつかう 手のはたらきと機械の誕生』（大日本図書、日本の科学・技術史ものがたり） 1985
- 『食べものとくらし 料理のはじまり』（大日本図書、日本の科学・技術史ものがたり） 1986
- 『火ははたらく 科学と技術の誕生』（大日本図書、日本の科学・技術史ものがたり） 1987
- 『病気とからだ くらしの中の医学』（大日本図書、日本の科学・技術史ものがたり） 1990

### 「実験はかせの理科の目・科学の芽」
- 『電気のはたらき』（野崎加代子絵、国土社、実験はかせの理科の目・科学の芽） 1993
- 『太陽と光のはたらき』（野崎加代子絵、国土社、実験はかせの理科の目・科学の芽） 1993
- 『草花をそだてよう』（野崎加代子絵、国土社、実験はかせの理科の目・科学の芽） 1994
- 『生き物のくらしと自然』（野崎加代子絵、国土社、実験はかせの理科の目・科学の芽） 1994
- 『動物と友だちになろう』（野崎加代子絵、国土社、実験はかせの理科の目・科学の芽） 1994
- 『音ってなんだろう』（野崎加代子絵、国土社、実験はかせの理科の目・科学の芽） 1994
- 『空気と水のふしぎ』（野崎加代子絵、国土社、実験はかせの理科の目・科学の芽） 1995
- 『植物のつくりを調べる』（野崎加代子絵、国土社、実験はかせの理科の目・科学の芽） 1995
- 『磁石とモーター』（野崎加代子絵、国土社、実験はかせの理科の目・科学の芽） 1995
- 『てんびん・てこ・ふりこ』（野崎加代子絵、国土社、実験はかせの理科の目・科学の芽） 1995
- 『川といっしょに歩こう』（野崎加代子絵、国土社、実験はかせの理科の目・科学の芽） 1995
- 『人とからだのつくり』（野崎加代子絵、国土社、実験はかせの理科の目・科学の芽） 1995
- 『土地のつくりと岩石』（野崎加代子絵、国土社、実験はかせの理科の目・科学の芽） 1995
- 『酸・アルカリと水溶液』（野崎加代子絵、国土社、実験はかせの理科の目・科学の芽） 1996
- 『天気をしらべよう』（野崎加代子絵、国土社、実験はかせの理科の目・科学の芽） 1996
- 『火と金属のひみつ』（野崎加代子絵、国土社、実験はかせの理科の目・科学の芽） 1996
- 『星を観察しよう』（野崎加代子絵、国土社、実験はかせの理科の目・科学の芽） 1996
- 『動物と人のたんじょう』（野崎加代子絵、国土社、実験はかせの理科の目・科学の芽） 1996

## 共編著
- 『化学の教育』（若林覚共編著、明治図書出版、講座・現代の自然科学教育2） 1965
- 『化学教育の体系と方法 小学校から高校まで』（共著、明治図書出版） 1967
- 『物質の学習 理科授業の新しい試み』（松井吉之助共著、明治図書出版、科学教育シリーズ） 1970

## 翻訳
- 『化学実験教授法』 第1 - 続（ヴェルホフスキー、明治図書出版） 1961 - 1963
- 『水の本性』 (ゲ・ユルコフ, イ・サフォーノワ、東京図書、科学普及新書)  1963
- 「初等化学」全7冊 (スミルノフ他、訳編、東京図書、科学普及新書） 1962 - 1967 
  1. 『基礎概念と法則』
  2. 『化学反応と化合物』
  3. 『周期律と原子構造』
  4. 『化学工業と金属精錬』
  5. 『有機化学と合成物質』
  6. 『化学の実験と指導』
  7. 『化学問題集』
- 『化学結合と量子化学の方法』（シュウストロヴィッチ、明治図書出版、シリーズ・現代の科学） 1965
- 『物質の化学構造』 (エヌ・ペ・アガフォーシン、訳編、東京図書、科学普及新書） 1965
- 『化学の問題と解法』 (エヌ・エリ・グリンカ、三井澄雄共訳編、東京図書、科学普及新書） 1966
- 『周期律の限界と発展』 (トリホノフ、明治図書出版、シリーズ・現代の科学)  1966
- 『触媒の化学』 (マルガリス、東京図書、科学普及新書） 1966
- 『物理実験教授法』（ガリャーチキン, オリエホフ、明治図書出版） 1967
- 『第三の化学 有機元素化合物の世界』(オ・ユ・オフロビスチン、東京図書、科学普及新書） 1967
- 『金属と合金の本性』(アガフォーシン 、訳編、東京図書、科学普及新書） 1969
- 『純粋物質を求めて 水から半導体まで』 (フィンケルシュテイン、東京図書、科学普及新書） 1969
- 『化学結合とはなにか』 (ゲ・イ・シェリンスキー、訳編、東京図書、科学普及新書） 1970
- 『科学的発見のアナトミア メンデレーエフの法則をめぐって』(ボニファチイ・ミハイロビッチ・ケドロフ、法政大学出版局、りぶらりあ選書） 1973
- 『元素系の法則 その歴史と構造と矛盾』（D・N・トリホノフ, A・A・マカレーニャ、長田義仁共訳、総合科学出版） 1973

## 論文
- <大竹三郎